# Uromyces illotus
Uromyces illotus är en svampart som beskrevs av Arthur & Holw. 1918. Uromyces illotus ingår i släktet Uromyces, och familjen Pucciniaceae. Inga underarter finns listade i Catalogue of Life.